# Fly Linhas Aéreas
Fly Linhas Aéreas è stata una compagnia aerea charter brasiliana attiva dal 1995 al 2003.

## Storia
La compagnia aerea iniziò le operazioni il 25 agosto 1995 con un Boeing 727-200 come vettore charter che collegava Rio de Janeiro e San Paolo con destinazioni turistiche nel nord-est del Brasile. Inizialmente era un concorrente diretto di Air Vias, un'altra compagnia aerea brasiliana dedicata ai voli charter. Successivamente Fly divenne un vettore con operazioni sia charter che di linea a basso costo.
Nonostante il successo nei suoi primi anni, subì un duro colpo economico durante la crisi di svalutazione del cambio del 1999 e un forte calo del traffico, seguendo una tendenza mondiale, nel secondo semestre del 2001. Queste difficoltà portarono a crescenti difficoltà amministrative. Il colpo finale arrivò con la crescente concorrenza con Gol Airlines che portò alla cessazione delle operazioni nel 2003.

## Destinazioni
- Aeroporto Internazionale Fortaleza – Fortaleza
- Natal – Aeroporto Internazionale Augusto Severo
- Recife – Aeroporto Internazionale Guararapes/Gilberto Freyre
- Rio de Janeiro – Aeroporto Internazionale Galeão/Antonio Carlos Jobim
- San Paolo – Aeroporto Internazionale André Franco Montoro

## Flotta
La flotta era costituita da soli 4 Boeing 727-200, in servizio per tutta la durata della compagnia (1995–2003)